# American Character Doll Company
American Character Doll Company est une ancienne entreprise américaine spécialisée dans la fabrication de poupées et de jouets. La société est fondée en 1919 par les frères Jacob et Max Brock ainsi que leur associé Ed Schaefaer et joue un rôle important dans l'industrie des poupées américaines jusqu'à sa fermeture en 1968. 
American Character est connue pour produire une variété de poupées populaires au fil des décennies, notamment dans les années 1950 et 1960. L'une de leurs poupées les plus emblématiques est Betsy McCall, qui est lancée en 1951. Betsy McCall est une poupée en papier associée à la revue féminine McCall's (en) publiée par McCall Corporation (en). La poupée elle-même est devenue très populaire et a été produite en plusieurs versions et tailles au fil des ans.
En plus de Betsy McCall, American Character a créé d'autres poupées notoires, telles que « Tiny Tears », une poupée qui peut pleurer de vraies larmes, et « Sweet Sue », une ligne de poupées mannequins. La société est reconnue pour innover avec des fonctionnalités spéciales et des matériaux de haute qualité.
Après des décennies de succès, American Character Doll Company ferme ses portes en 1968, principalement en raison de difficultés financières et de la concurrence croissante dans l'industrie des jouets. 

## Histoire de l'entreprise
L'American Character Doll Company est créée en 1919 par Jacob et Max Brock, deux frères immigrants juifs d'origine russe, ainsi que par leur associé Ed Schaefaer. A la fin des années 1920, elle détient un magasin sur l'East 17th Street à New York. Une décennie plus tard, l'usine de fabrication de l'entreprise, d'une superficie de 12 000 m2, est située à Easthampton, dans le Massachusetts.
En 1937, la société fait la une des journaux lorsque la Federal Trade Commission lui ordonne de cesser de prétendre que son matériau de fabrication de poupées, le « paratex » (un caoutchouc dur fabriqué à partir d'une « formule secrète »), est supérieur aux poupées en composition (fabriquées notamment par leur concurrent direct, Ideal Toy Company).

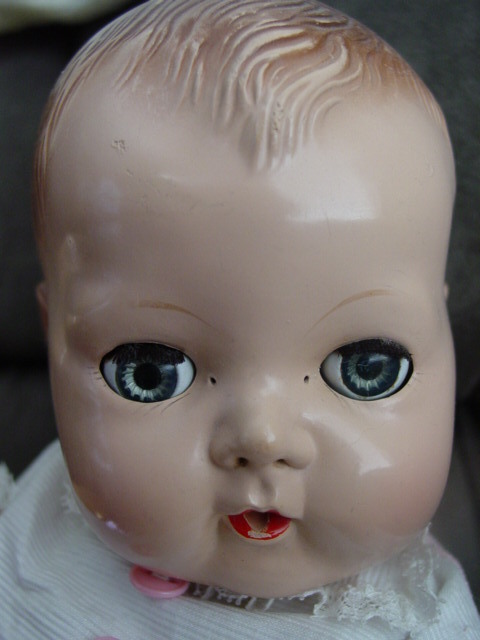
Tête d'un poupon Tiny Tears